# Luise Rehling
Luise Rehling (Bochum, 30 novembre 1896 - Hagen (Rhénanie-du-Nord-Westphalie), 29 mai 1964) est une femme politique allemande. 